# Elsa Koester
Elsa Koester (* 1984 in West-Berlin) ist eine deutsche Schriftstellerin und Journalistin. 

## Leben
Koester wurde als Tochter einer Französin und eines Deutschen in West-Berlin geboren. Sie wuchs in Freiburg und Wilhelmshaven auf. Sie studierte Literatur- und Politikwissenschaft sowie Soziologie und schrieb ihre Magisterarbeit zu Geschlechterrollen im Sturm und Drang. Ab 2003 engagierte sie sich über 15 Jahre in sozialen Bewegungen, darunter blockupy. Heute arbeitet sie als politische Redakteurin bei der Wochenzeitung Der Freitag. Im Jahr 2020 wurde sie in der Kategorie „Bestes Interview“ für den Deutschen Reporter:innenpreis nominiert. Sie lebt in Berlin. 
Aufmerksamkeit erregte Elsa Koester 2017, als ihre jahrelang zurückliegende Teilnahme an einer Anti-Nazi-Kundgebung zu einem Entzug der ihr schon erteilten Presseakkreditierung beim G20-Gipfel in Hamburg 2017 führte. Der NDR berichtete darüber und beklagte systematische Fehlinformationen über Journalisten. Der Akkreditierungsentzug erwies sich später als rechtswidrig.
2020 erschien ihr Romandebüt Couscous mit Zimt in der Frankfurter Verlagsanstalt, in das ihre Erfahrungen aus einer diversen kulturellen Identität, als Journalistin und Aktivistin mit einflossen. Das Buch erreichte drei Auflagen (Stand Februar 2021). Im Oktober 2023 erschien ihr autobiografisches Buch Stiefmutter sein mit dem Untertitel Vom ungeplanten Glück, in einer Patchworkfamilie zu leben.
Mit Im Land der Wölfe veröffentlichte Koester 2024 ihren zweiten Roman, der in Ostdeutschland spielt und politisch die Gegenwart verarbeitet. Das Buch erzählt von Nana und Noah, die Leser herausfordern, sich mit der Unsicherheit von Geschlecht und Identität auseinanderzusetzen. Nana unterstützt im sächsischen Grenzlitz eine grüne Kandidatin im Wahlkampf und hadert gleichzeitig mit der Identitätskrise ihres Bruders Noah, der im Geheimen Kleider trägt und sich nicht mehr als Mann fühlt. Noahs Überschreiten starrer Geschlechtergrenzen führt nach Aussage Koesters bei manchen Lesern zu der Annahme, er sei eine Frau, was Koester jedoch bewusst offenhalten möchte; sie kritisiert in einem Artikel über das Buch die gesellschaftliche Tendenz zur eindeutigen Geschlechterkategorisierung und vergleicht dies mit Klaus Theweleits Forschung, die zeigt, dass starre Männlichkeitsnormen historisch zu einem Hass auf alles „Fließende“ beigetragen haben.

## Werk
- Couscous mit Zimt, Frankfurter Verlagsanstalt, Frankfurt 2020, ISBN 3-627-00278-4.
- Stiefmutter sein. Vom ungeplanten Glück, in einer Patchworkfamilie zu leben, Penguin Verlag, München 2023, ISBN 978-3-32811-047-7.
- Im Land der Wölfe, Frankfurter Verlagsanstalt, Frankfurt 2024, ISBN 978-3-627-00320-3.